# Чемпионат Германии по кёрлингу среди мужчин 2015
Чемпионат Германии по кёрлингу среди мужчин 2015 проводился с 13 по 15 февраля 2015 года в городе Хюгельсхайм.
В чемпионате приняло участие 3 команды.
Чемпионом стала команда скипа Александра Баумана, серебряные медали завоевала команда скипа Феликса Шульце, бронзовые медали — команда скипа Вольфганга Бурба.
Одновременно и в том же месте проводился чемпионат Германии по кёрлингу среди женщин 2015.

## Формат турнира
Команды сыграли в групповом этапе, проводимом по круговой системе в два круга.

## Составы команд
| Четвёртый        | Третий            | Второй            | Первый           | Запасной      |
| ---------------- | ----------------- | ----------------- | ---------------- | ------------- |
| Александр Бауман | Мануэль Вальтер   | Себастьян Швейцер | Марк Бастиан     | Йорг Энгессер |
| Вольфганг Бурба  | Ханс-Йоахим Бурба | Mike Burba        | Cristoph Schmidt |               |
| Феликс Шульце    | Кристофер Барч    | Петер Рикмерс     | Свен Гольдеман   |               |

(скипы выделены полужирным шрифтом)

## Результаты соревнований

### Групповой этап
|    | Команда (скип)   | A1       | A2       | A3       | В | П | Место |
| -- | ---------------- | -------- | -------- | -------- | - | - | ----- |
| A1 | Александр Бауман | *        | 13:3 8:3 | 7:4 6:1  | 4 | 0 | 1     |
| A2 | Вольфганг Бурба  | 3:13 3:8 | *        | 1:8 5:10 | 0 | 4 | 3     |
| A3 | Феликс Шульце    | 4:7 1:6  | 8:1 10:5 | *        | 2 | 2 | 2     |

### Итоговая классификация
| Место | Команда (скип)   | И | В | П |
| ----- | ---------------- | - | - | - |
| 1     | Александр Бауман | 4 | 4 | 0 |
| 2     | Феликс Шульце    | 4 | 2 | 2 |
| 3     | Вольфганг Бурба  | 4 | 0 | 4 |